# Wallonische Parlamentswahl 2019
- PTB: 10
- Ecolo: 12
- PS: 23
- MR: 20
- cdh: 10

Die Wallonische Parlamentswahl 2019 fand am 26. Mai 2019 gleichzeitig mit der nationalen Parlamentswahl, der Flämischen Parlamentswahl und der Europawahl statt.
Die Abgeordneten des Wallonischen Parlaments sind zugleich Abgeordnete im Parlament der Französischen Gemeinschaft – mit der Ausnahme von deutschsprachigen Abgeordneten, die durch ihren Ersatzkandidaten ersetzt werden.

## Wahlrecht
Das aktive und passive Wahlrecht haben alle belgischen Staatsangehörigen mit einem Mindestalter von 18 Jahren. Bei einer Regionalwahl müssen sowohl die Wahlberechtigten als auch die Kandidaten ihren Wohnsitz in der Region haben. Es ist nicht zulässig, gleichzeitig Mitglied in einem Regionalparlament und im Föderalen Parlament (Abgeordnetenkammer oder Senat) zu sein. In Belgien besteht Wahlpflicht.
Die Provinzen sind in einen oder mehrere Wahlkreise eingeteilt. Ein Wahlkreis umfasst einen oder mehrere Bezirke. Die Anzahl der Mandate pro Bezirk ist proportional zur Einwohnerzahl und wird alle 10 Jahre angepasst.
Mehrere Wahllisten können sich auf Ebene des Wahlkreises oder der Provinz zu einer Listenverbindung zusammenschließen. Die Sperrklausel gilt dann nicht für die einzelnen Parteien, sondern für die Listenverbindung. Auf Ebene der Wahlbezirke gilt eine Sperrklausel von 5 %.
Umfasst eine Provinz nur einen einzigen Wahlkreis, werden die Sitze nach dem D’Hondt-Verfahren zugeteilt. Bei mehreren Wahlkreisen gibt es ein dreistufiges Verfahren.
In Stufe eins erhalten alle Parteien/Listenverbindungen die ihnen gemäß der Hare-Quote (Anzahl der Sitze * (Stimmzahl der Partei / Gesamtstimmzahl) auf die nächstkleinere ganze Zahl abgerundet) zustehenden Sitze.
In Stufe zwei nehmen die Parteien/Listenverbindungen teil, die in der Provinz die Sperrklausel übertreffen und in mindestens einem Wahlbezirk über 66 % der Hare-Quote liegen. Die Restsitze werden auf Provinzebene nach dem D’Hondt-Verfahren zugeteilt.
In Stufe 3 werden die Restsitze der Parteien auf die Wahlbezirke verteilt, Dabei wird nach der Reihenfolge der größten Reste der Droop-Quote verteilt.

## Wahlkreise
Bei den Wahlen zum wallonischen Parlament von 1995 bis 2014 war Wallonien in 13 Wahlkreise aufgeteilt. Nach einem Urteil des Verfassungsgerichtshofes vom 26. November 2015, in dem gefordert wurde, dass je Wahlkreis mindestens vier Mandate vergeben werden, wurden die Wahlkreise neu eingeteilt. Hennegau büßte einen Sitz ein und hatte danach fünf Wahlkreise. Luxemburgs zwei Wahlkreise wurden zusammengelegt, und die Provinz erhielt einen zusätzlichen Parlamentssitz.

Wahlkreise 2019 und davor

| Provinz            | Wahlkreis 2014                   | Sitze 2014 |                                                     | Wahlkreis 2019 | Sitze 2019 |
| Hennegau           |                                  | 28         |                                                     | 27             |            |
| Hennegau           | Charleroi                        | 09         | Charleroi–Thuin                                     | 10             |            |
| Hennegau           | Thuin                            | 03         | Charleroi–Thuin                                     | 10             |            |
| Hennegau           | Mons                             | 05         | Mons                                                | 05             |            |
| Hennegau           | Soignies                         | 04         | Soignies–La Louvière                                | 05             |            |
| Hennegau           | Tournai–Ath–Mouscron             | 07         | Tournai–Ath–Mouscron                                | 07             |            |
| Lüttich            |                                  | 23         |                                                     | 23             |            |
| Lüttich            | Huy-Waremme                      | 04         | Huy-Waremme                                         | 04             |            |
| Lüttich            | Lüttich                          | 13         | Lüttich                                             | 13             |            |
| Lüttich            | Verviers                         | 06         | Verviers                                            | 06             |            |
| Luxemburg          |                                  | 05         |                                                     | 06             |            |
| Luxemburg          | Arlon–Marche-en-Famenne–Bastogne | 03         | Arlon–Marche-en-Famenne–Bastogne–Neufchâteau–Virton | 06             |            |
| Luxemburg          | Neufchâteau–Virton               | 02         | Arlon–Marche-en-Famenne–Bastogne–Neufchâteau–Virton | 06             |            |
| Namur              |                                  | 11         |                                                     | 11             |            |
| Namur              | Dinant–Philippeville             | 04         | Dinant–Philippeville                                | 04             |            |
| Namur              | Namur                            | 07         | Namur                                               | 07             |            |
| Wallonisch-Brabant |                                  | 08         |                                                     | 08             |            |
| Wallonisch-Brabant | Nivelles                         | 08         | Nivelles                                            | 08             |            |

## Ausgangslage
Nach der Wahl 2014 waren sechs Parteien im wallonischen Parlament vertreten. Die sozialistische Parti Socialiste (PS), die seit 1988 den Ministerpräsidenten stellte, war mit 30 Sitzen stärkste Partei. Den zweiten Platz belegten der liberale Mouvement Réformateur (MR) mit 25 Sitzen, gefolgt von dem christdemokratischen Centre Démocrate Humaniste (CDH) mit 13 Sitzen. Die grüne Partei Ecolo, die gemeinsam mit PS und CDH von 2009 bis 2014 die Regierung stellte, büßte mehr als die Hälfte ihrer Stimmen ein und erhielt 4 Mandate. Die marxistische Parti du Travail de Belgique-Gauche d’ouverture! (PTB-GO!) erhielt 2 Sitze, die rechtspopulistische Parti Populaire (PP) einen Sitz. Von 2014 bis 2017 regierte eine Koalition aus PS und CDH, nachdem diese durch ein konstruktives Misstrauensvotum gestürzt wurde, bildeten MR und CDH die Regierung.

## Ergebnisse
Die Wahlbeteiligung, die 1995 noch bei 90,5 % lag, ging um weitere 1,3 % auf 86,6 % zurück. Da auch der Anteil der gültigen Stimmen sank, hatten bei dieser Wahl nur noch 79,4 % der Wahlberechtigten eine gültige Stimme abgegeben.
Die drei traditionellen Parteien PS, MR und CDH, die an den beiden Regierungen der vergangenen Legislaturperiode beteiligt waren, verloren deutlich an Stimmen. Die PS, seit 1995 stärkste Partei im wallonischen Parlament, verlor 4,7 % und erzielte mit 26,2 % ihr bisher schlechtestes Ergebnis, blieb jedoch stärkste Partei. Die liberale MR verlor 5,3 % und erhielt noch 21,4 %, auch dies das schlechteste Ergebnis seit 1995, blieb jedoch wie seit 1995 zweitstärkste Partei. Die CDH, 2014 noch drittstärkste Partei, verlor 5,2 % und belegte mit 11,0 % den fünften Platz.
Ecolo, die wallonischen Grünen, konnten die starken Verluste von 2014 teilweise kompensieren und legten von 8,6 % auf 14,5 % zu und wurden drittstärkste Partei, gefolgt von der PTB. Diese konnte nach einem Zugewinn von 4,6 % bei der Wahl 2014 weitere 7,9 % zulegen und wurde mit 13,7 % die viertstärkste Partei.
Die rechtspopulistische PP büßte ein Viertel ihrer Wähler ein und konnte nicht wieder ins Parlament einziehen. Auch die liberale DéFI (früher FDF), die von 2,5 % auf 4,1 % zulegte, verfehlte den Einzug ins Parlament.
Die bisher regierende Koalition aus MR und CDH kam nur noch auf 30 der 75 Sitze. Der Sozialist Elio Di Rupo wurde Ministerpräsident einer Regierung aus PS, MR und Ecolo, die über eine stabile Mehrheit von 55 der 75 Sitze verfügte.

Gewählte Abgeordnete nach Provinzen

Mehrheiten nach Gemeinden

| Wallonien          | Wallonien                                    | 2019      | 2019    | 2014      | 2014    |           |
| ------------------ | -------------------------------------------- | --------- | ------- | --------- | ------- | --------- |
| Wahlberechtigte    | Wahlberechtigte                              | 2.563.033 |         | 2.516.420 |         |           |
| abgegebene Stimmen | abgegebene Stimmen                           | 2.220.443 | 86,63 % | 2.211.326 | 87,88 % |           |
| gültige Stimmen    | gültige Stimmen                              | 2.034.813 | 91,64 % | 2.047.387 | 92,59 % |           |
| Liste              | Liste                                        | Stimmen   | Anteil  | ± zu 2014 | Sitze   | ± zu 2014 |
|                    | Parti Socialiste (PS)                        | 532.422   | 26,17 % | −4,73 %   | 23      | −7        |
|                    | Mouvement Réformateur (MR)                   | 435.878   | 21,42 % | −5,26 %   | 20      | −5        |
|                    | Ecolo                                        | 294.631   | 14,48 % | +5,86 %   | 12      | +8        |
|                    | Parti du Travail de Belgique (PTB)           | 278.343   | 13,68 % | +7,92 %   | 10      | +8        |
|                    | Centre Démocrate Humaniste (CDH)             | 223.775   | 11,00 % | −4,17 %   | 10      | −3        |
|                    | Démocrate Fédéraliste Indépendant (DéFI)     | 84.219    | 4,14 %  | +1,61 %   | 0       | ±0        |
|                    | Parti Populaire (PP)                         | 74.622    | 3,67 %  | −1,20 %   | 0       | −1        |
|                    | Listes Destexhe                              | 30.878    | 1,52 %  | +1,52 %   | 0       | ±0        |
|                    | Collectif Citoyen                            | 26.673    | 1,31 %  | +1,31 %   | 0       | ±0        |
|                    | DierAnimal                                   | 18.417    | 0,91 %  | +0,91 %   | 0       | ±0        |
|                    | Mouvement Nation (Nation)                    | 9.649     | 0,47 %  | −0,06 %   | 0       | ±0        |
|                    | Wallonie Insoumise                           | 8.155     | 0,40 %  | +0,40 %   | 0       | ±0        |
|                    | Avant-garde d’initiative régionaliste (AGIR) | 7.146     | 0,35 %  | +0,35 %   | 0       | ±0        |
|                    | Demain                                       | 4.443     | 0,22 %  | +0,22 %   | 0       | ±0        |
|                    | La Droite                                    | 3.407     | 0,17 %  | −1,22 %   | 0       | ±0        |
|                    | Parti Communiste de Belgique (PCB)           | 944       | 0,05 %  | +0,05 %   | 0       | ±0        |
|                    | Referendum (REF)                             | 621       | 0,03 %  | −0,06 %   | 0       | ±0        |
|                    | Turquoise                                    | 590       | 0,03 %  | −0,03 %   | 0       | ±0        |

## Ergebnisse in den Provinzen und Wahlkreisen

### Provinz Hennegau
Die PS blieb auf Provinzebene und in allen vier Wahlbezirken stärkste Partei. Die PTB, in der Provinz auf dem dritten Platz wurde in drei Wahlkreisen den zweitstärkste Partei, nur im Wahlkreis Tournai–Ath–Mouscron wurde der MR, wie auch in der Provinz, zweitstärkste Partei.
| Provinz Hennegau                             | 2019    | 2019    | 2014      | 2014    |           |
| -------------------------------------------- | ------- | ------- | --------- | ------- | --------- |
| Wahlberechtigte                              | 923.330 |         | 912.215   |         |           |
| abgegebene Stimmen                           | 796.578 | 86,27 % | 800.002   | 87,70 % |           |
| gültige Stimmen                              | 721.055 | 90,52 % | 732.176   | 91,52 % |           |
| Liste                                        | Stimmen | Anteil  | ± zu 2014 | Sitze   | ± zu 2014 |
| Parti Socialiste (PS)                        | 239.616 | 33,23 % | −4,96 %   | 11      | −4        |
| Mouvement Réformateur (MR)                   | 122.336 | 16,97 % | −5,24 %   | 5       | −3        |
| Parti du Travail de Belgique (PTB)           | 115.073 | 15,96 % | +10,14 %  | 5       | +5        |
| Ecolo                                        | 83.938  | 11,64 % | +4,98 %   | 3       | +3        |
| Centre Démocrate Humaniste (CDH)             | 63.296  | 8,78 %  | −3,97 %   | 3       | −2        |
| Parti Populaire (PP)                         | 27.361  | 3,79 %  | −1,02 %   | 0       | ±0        |
| Démocrate Fédéraliste Indépendant (DéFI)     | 26.907  | 3,73 %  | +1,43 %   | 0       | ±0        |
| Collectif Citoyen                            | 10.545  | 1,46 %  | +1,46 %   | 0       | ±0        |
| Listes Destexhe                              | 8.900   | 1,23 %  | +1,23 %   | 0       | ±0        |
| DierAnimal                                   | 6.347   | 0,88 %  | +0,88 %   | 0       | ±0        |
| Avant-garde d’initiative régionaliste (AGIR) | 5.967   | 0,83 %  | +0,83 %   | 0       | ±0        |
| Nation                                       | 4.759   | 0,66 %  | −0,29 %   | 0       | ±0        |
| La Droite                                    | 3.407   | 0,47 %  | −1,04 %   | 0       | ±0        |
| Demain                                       | 1.659   | 0,23 %  | +0,23 %   | 0       | ±0        |
| Parti Communiste de Belgique (PCB)           | 944     | 0,13 %  | +0,13 %   | 0       | ±0        |

| Wahlkreis Charleroi–Thuin                    | 2019    | 2019    |       |
| -------------------------------------------- | ------- | ------- | ----- |
| Wahlberechtigte                              | 334.118 |         |       |
| abgegebene Stimmen                           | 284.556 | 85,17 % |       |
| gültige Stimmen                              | 256.036 | 89,98 % |       |
| Liste                                        | Stimmen | Anteil  | Sitze |
| Parti Socialiste (PS)                        | 85.221  | 33,28 % | 4     |
| Parti du Travail de Belgique (PTB)           | 45.703  | 17,85 % | 2     |
| Mouvement Réformateur (MR)                   | 39.622  | 15,48 % | 2     |
| Ecolo                                        | 25.834  | 10,09 % | 1     |
| Centre Démocrate Humaniste (CDH)             | 19.216  | 7,51 %  | 1     |
| Parti Populaire (PP)                         | 12.092  | 4,72 %  | 0     |
| Démocrate Fédéraliste Indépendant (DéFI)     | 11.747  | 4,59 %  | 0     |
| Listes Destexhe                              | 3.549   | 1,39 %  | 0     |
| La Droite                                    | 3.407   | 1,33 %  | 0     |
| Avant-garde d’initiative régionaliste (AGIR) | 3.350   | 1,31 %  | 0     |
| Collectif Citoyen                            | 3.184   | 1,24 %  | 0     |
| Nation                                       | 2.167   | 0,85 %  | 0     |
| Parti Communiste de Belgique (PCB)           | 944     | 0,37 %  | 0     |

| Wahlkreis Mons                               | 2019    | 2019    | 2014      | 2014    |           |
| -------------------------------------------- | ------- | ------- | --------- | ------- | --------- |
| Wahlberechtigte                              | 177.967 |         | 175.726   |         |           |
| abgegebene Stimmen                           | 151.539 | 85,15 % | 153.221   | 87,19 % |           |
| gültige Stimmen                              | 137.203 | 90,54 % | 140.327   | 91,58 % |           |
| Liste                                        | Stimmen | Anteil  | ± zu 2014 | Sitze   | ± zu 2014 |
| Parti Socialiste (PS)                        | 50.242  | 36,62 % | −4,20 %   | 2       | −1        |
| Parti du Travail de Belgique (PTB)           | 22.346  | 16,29 % | +10,58 %  | 1       | +1        |
| Mouvement Réformateur (MR)                   | 20.905  | 15,24 % | −5,64 %   | 1       | ±0        |
| Ecolo                                        | 15.458  | 11,27 % | +5,47 %   | 1       | +1        |
| Centre Démocrate Humaniste (CDH)             | 12.090  | 8,81 %  | −3,00 %   | 0       | −1        |
| Parti Populaire (PP)                         | 4.651   | 3,39 %  | −0,73 %   | 0       | ±0        |
| Démocrate Fédéraliste Indépendant (DéFI)     | 4.060   | 2,96 %  | +0,62 %   | 0       | ±0        |
| DierAnimal                                   | 2.537   | 1,85 %  | +1,85 %   | 0       | ±0        |
| Collectif Citoyen                            | 1.863   | 1,36 %  | +1,36 %   | 0       | ±0        |
| Avant-garde d’initiative régionaliste (AGIR) | 1.566   | 1,14 %  | +1,14 %   | 0       | ±0        |
| Listes Destexhe                              | 1.485   | 1,08 %  | +1,08 %   | 0       | ±0        |

| Wahlkreis Soignies–La Louvière           | 2019    | 2019    |       |
| ---------------------------------------- | ------- | ------- | ----- |
| Wahlberechtigte                          | 167.663 |         |       |
| abgegebene Stimmen                       | 146.246 | 87,23 % |       |
| gültige Stimmen                          | 133.354 | 91,18 % |       |
| Liste                                    | Stimmen | Anteil  | Sitze |
| Parti Socialiste (PS)                    | 48.191  | 36,14 % | 3     |
| Parti du Travail de Belgique (PTB)       | 24.731  | 18,55 % | 1     |
| Mouvement Réformateur (MR)               | 19.628  | 14,72 % | 0     |
| Ecolo                                    | 14.392  | 10,79 % | 0     |
| Centre Démocrate Humaniste (CDH)         | 11.041  | 8,28 %  | 1     |
| Démocrate Fédéraliste Indépendant (DéFI) | 4.825   | 3,62 %  | 0     |
| Parti Populaire (PP)                     | 4.772   | 3,58 %  | 0     |
| Listes Destexhe                          | 2.270   | 1,70 %  | 0     |
| Collectif Citoyen                        | 1.845   | 1,38 %  | 0     |
| Demain                                   | 1.659   | 1,24 %  | 0     |

| Wahlkreis Tournai–Ath–Mouscron               | 2019    | 2019    |       |
| -------------------------------------------- | ------- | ------- | ----- |
| Wahlberechtigte                              | 243.582 |         |       |
| abgegebene Stimmen                           | 214.237 | 87,95 % |       |
| gültige Stimmen                              | 194.462 | 90,77 % |       |
| Liste                                        | Stimmen | Anteil  | Sitze |
| Parti Socialiste (PS)                        | 55.962  | 28,78 % | 2     |
| Mouvement Réformateur (MR)                   | 42.181  | 21,69 % | 2     |
| Ecolo                                        | 28.254  | 14,53 % | 1     |
| Parti du Travail de Belgique (PTB)           | 22.293  | 11,46 % | 1     |
| Centre Démocrate Humaniste (CDH)             | 20.949  | 10,77 % | 1     |
| Démocrate Fédéraliste Indépendant (DéFI)     | 6.275   | 3,23 %  | 0     |
| Parti Populaire (PP)                         | 5.846   | 3,01 %  | 0     |
| DierAnimal                                   | 3.810   | 1,96 %  | 0     |
| Collectif Citoyen                            | 3.653   | 1,88 %  | 0     |
| Nation                                       | 2.592   | 1,33 %  | 0     |
| Listes Destexhe                              | 1.596   | 0,82 %  | 0     |
| Avant-garde d’initiative régionaliste (AGIR) | 1.051   | 0,54 %  | 0     |

### Provinz Lüttich
Stärkste Partei in der Provinz und in drei Wahlkreisen wurde die PS. Im Wahlkreis Verviers blieb der MR stärkste Partei.
| Provinz Lüttich                          | 2019    | 2019    | 2014      | 2014    |           |
| ---------------------------------------- | ------- | ------- | --------- | ------- | --------- |
| Wahlberechtigte                          | 777.418 |         | 767.050   |         |           |
| abgegebene Stimmen                       | 662.257 | 85,19 % | 663.817   | 86,54 % |           |
| gültige Stimmen                          | 608.089 | 91,82 % | 617.473   | 93,02 % |           |
| Liste                                    | Stimmen | Anteil  | ± zu 2014 | Sitze   | ± zu 2014 |
| Parti Socialiste (PS)                    | 154.893 | 25,47 % | −4,64 %   | 7       | −1        |
| Mouvement Réformateur (MR)               | 124.103 | 20,41 % | −5,26 %   | 6       | −1        |
| Ecolo                                    | 93.921  | 15,45 % | +6,11 %   | 4       | +2        |
| Parti du Travail de Belgique (PTB)       | 93.293  | 15,34 % | +7,07 %   | 4       | ±0        |
| Centre Démocrate Humaniste (CDH)         | 56.816  | 9,34 %  | −3,83 %   | 2       | −1        |
| Parti Populaire (PP)                     | 26.047  | 4,28 %  | −1,22 %   | 0       | −1        |
| Démocrate Fédéraliste Indépendant (DéFI) | 23.144  | 3,81 %  | +1,64 %   | 0       | ±0        |
| Listes Destexhe                          | 9.955   | 1,64 %  | +1,64 %   | 0       | ±0        |
| Collectif Citoyen                        | 8.786   | 1,44 %  | +1,44 %   | 0       | ±0        |
| Wallonie Insoumise                       | 6.263   | 1,03 %  | +1,03 %   | 0       | ±0        |
| DierAnimal                               | 5.393   | 0,89 %  | +0,89 %   | 0       | ±0        |
| Demain                                   | 2.784   | 0,46 %  | +0,46 %   | 0       | ±0        |
| Nation                                   | 2.070   | 0,34 %  | +0,14 %   | 0       | ±0        |
| Referendum (REF)                         | 621     | 0,10 %  | +0,04 %   | 0       | ±0        |

| Wahlkreis Huy-Waremme                    | 2019    | 2019    | 2014      | 2014    |           |
| ---------------------------------------- | ------- | ------- | --------- | ------- | --------- |
| Wahlberechtigte                          | 147.604 |         | 142.881   |         |           |
| abgegebene Stimmen                       | 130.576 | 88,46 % | 127.338   | 89,12 % |           |
| gültige Stimmen                          | 121.495 | 93,05 % | 119.405   | 93,77 % |           |
| Liste                                    | Stimmen | Anteil  | ± zu 2014 | Sitze   | ± zu 2014 |
| Parti Socialiste (PS)                    | 32.113  | 26,43 % | −5,22 %   | 1       | ±0        |
| Mouvement Réformateur (MR)               | 27.574  | 22,70 % | −5,57 %   | 2       | ±0        |
| Ecolo                                    | 20.002  | 16,46 % | +5,03 %   | 1       | +1        |
| Parti du Travail de Belgique (PTB)       | 15.782  | 12,99 % | +6,54 %   | 0       | −1        |
| Centre Démocrate Humaniste (CDH)         | 9.202   | 7,57 %  | −3,49 %   | 0       | ±0        |
| Démocrate Fédéraliste Indépendant (DéFI) | 5.277   | 4,34 %  | +1,78 %   | 0       | ±0        |
| Parti Populaire (PP)                     | 4.424   | 3,64 %  | −1,01 %   | 0       | ±0        |
| Collectif Citoyen                        | 3.028   | 2,49 %  | +2,49 %   | 0       | ±0        |
| Listes Destexhe                          | 2.043   | 1,68 %  | +1,68 %   | 0       | ±0        |
| Wallonie Insoumise                       | 1.427   | 1,17 %  | +1,17 %   | 0       | ±0        |
| Referendum (REF)                         | 621     | 0,51 %  | +0,51 %   | 0       | ±0        |

| Wahlkreis Lüttich                        | 2019    | 2019    | 2014      | 2014    |           |
| ---------------------------------------- | ------- | ------- | --------- | ------- | --------- |
| Wahlberechtigte                          | 428.041 |         | 424.619   |         |           |
| abgegebene Stimmen                       | 359.425 | 83,97 % | 364.015   | 85,73 % |           |
| gültige Stimmen                          | 332.484 | 92,50 % | 342.526   | 94,10 % |           |
| Liste                                    | Stimmen | Anteil  | ± zu 2014 | Sitze   | ± zu 2014 |
| Parti Socialiste (PS)                    | 94.531  | 28,43 % | −3,84 %   | 5       | ±0        |
| Parti du Travail de Belgique (PTB)       | 61.016  | 18,35 % | +7,40 %   | 3       | +2        |
| Mouvement Réformateur (MR)               | 57.000  | 17,14 % | −5,46 %   | 2       | −1        |
| Ecolo                                    | 46.550  | 14,00 % | +5,99 %   | 2       | +1        |
| Centre Démocrate Humaniste (CDH)         | 23.839  | 7,17 %  | −4,25 %   | 1       | −1        |
| Démocrate Fédéraliste Indépendant (DéFI) | 13.407  | 4,03 %  | +1,78 %   | 0       | ±0        |
| Parti Populaire (PP)                     | 13.272  | 3,99 %  | −1,28 %   | 0       | −1        |
| Listes Destexhe                          | 5.837   | 1,76 %  | +1,76 %   | 0       | ±0        |
| DierAnimal                               | 5.393   | 1,62 %  | +1,62 %   | 0       | ±0        |
| Collectif Citoyen                        | 3.565   | 1,07 %  | +1,07 %   | 0       | ±0        |
| Wallonie Insoumise                       | 3.220   | 0,97 %  | +0,97 %   | 0       | ±0        |
| Demain                                   | 2.784   | 0,84 %  | +0,84 %   | 0       | ±0        |
| Nation                                   | 2.070   | 0,62 %  | +0,26 %   | 0       | ±0        |

| Wahlkreis Verviers                       | 2019    | 2019    | 2014      | 2014    |           |
| ---------------------------------------- | ------- | ------- | --------- | ------- | --------- |
| Wahlberechtigte                          | 201.773 |         | 199.550   |         |           |
| abgegebene Stimmen                       | 172.256 | 85,37 % | 172.464   | 86,43 % |           |
| gültige Stimmen                          | 154.110 | 89,47 % | 155.542   | 90,19 % |           |
| Liste                                    | Stimmen | Anteil  | ± zu 2014 | Sitze   | ± zu 2014 |
| Mouvement Réformateur (MR)               | 39.529  | 25,65 % | −4,80 %   | 2       | ±0        |
| Parti Socialiste (PS)                    | 28.249  | 18,33 % | −5,83 %   | 1       | −1        |
| Ecolo                                    | 27.369  | 17,76 % | +7,12 %   | 1       | ±0        |
| Centre Démocrate Humaniste (CDH)         | 23.775  | 15,43 % | −3,25 %   | 1       | ±0        |
| Parti du Travail de Belgique (PTB)       | 16.495  | 10,70 % | +6,94 %   | 1       | +1        |
| Parti Populaire (PP)                     | 8.349   | 5,42 %  | −1,26 %   | 0       | ±0        |
| Démocrate Fédéraliste Indépendant (DéFI) | 4.460   | 2,89 %  | +1,23 %   | 0       | ±0        |
| Collectif Citoyen                        | 2.193   | 1,42 %  | +1,42 %   | 0       | ±0        |
| Listes Destexhe                          | 2.075   | 1,35 %  | +1,35 %   | 0       | ±0        |
| Wallonie Insoumise                       | 1.616   | 1,05 %  | +1,05 %   | 0       | ±0        |

### Provinz Luxemburg
| Provinz Luxemburg / Wahlkreis Arlon–Marche-en-Famenne–Bastogne–Neufchâteau–Virton | 2019    | 2019    | 2014      | 2014    |           |
| --------------------------------------------------------------------------------- | ------- | ------- | --------- | ------- | --------- |
| Wahlberechtigte                                                                   | 204.189 |         | 198.296   |         |           |
| abgegebene Stimmen                                                                | 182.190 | 89,23 % | 179.334   | 90,44 % |           |
| gültige Stimmen                                                                   | 165.048 | 90,59 % | 164.875   | 91,94 % |           |
| Liste                                                                             | Stimmen | Anteil  | ± zu 2014 | Sitze   | ± zu 2014 |
| Mouvement Réformateur (MR)                                                        | 41.705  | 25,27 % | −2,96 %   | 2       | ±0        |
| Centre Démocrate Humaniste (CDH)                                                  | 37.151  | 22,51 % | −7,49 %   | 2       | ±0        |
| Parti Socialiste (PS)                                                             | 32.317  | 19,58 % | −3,65 %   | 1       | ±0        |
| Ecolo                                                                             | 24.323  | 14,74 % | +6,23 %   | 1       | +1        |
| Parti du Travail de Belgique (PTB)                                                | 14.933  | 9,05 %  | +7,32 %   | 0       | ±0        |
| Parti Populaire (PP)                                                              | 5.044   | 3,06 %  | −1,66 %   | 0       | ±0        |
| Démocrate Fédéraliste Indépendant (DéFI)                                          | 4.783   | 2,90 %  | +0,92 %   | 0       | ±0        |
| Collectif Citoyen                                                                 | 2.070   | 1,25 %  | +1,25 %   | 0       | ±0        |
| Listes Destexhe                                                                   | 1.549   | 0,94 %  | +0,94 %   | 0       | ±0        |
| Nation                                                                            | 1.170   | 0,71 %  | +0,71 %   | 0       | ±0        |

### Provinz Namur
| Provinz Namur                                | 2019    | 2019    | 2014      | 2014    |           |
| -------------------------------------------- | ------- | ------- | --------- | ------- | --------- |
| Wahlberechtigte                              | 371.574 |         | 362.240   |         |           |
| abgegebene Stimmen                           | 325.082 | 87,49 % | 320.977   | 88,61 % |           |
| gültige Stimmen                              | 300.685 | 92,50 % | 298.074   | 92,86 % |           |
| Liste                                        | Stimmen | Anteil  | ± zu 2014 | Sitze   | ± zu 2014 |
| Parti Socialiste (PS)                        | 69.793  | 23,21 % | −4,66 %   | 3       | −1        |
| Mouvement Réformateur (MR)                   | 66.050  | 21,97 % | −5,32 %   | 3       | −1        |
| Centre Démocrate Humaniste (CDH)             | 46.296  | 15,40 % | −4,07 %   | 2       | ±0        |
| Ecolo                                        | 45.039  | 14,98 % | +5,43 %   | 2       | +1        |
| Parti du Travail de Belgique (PTB)           | 36.970  | 12,30 % | +7,35 %   | 1       | +1        |
| Démocrate Fédéraliste Indépendant (DéFI)     | 14.186  | 4,72 %  | +2,24 %   | 0       | ±0        |
| Parti Populaire (PP)                         | 9.623   | 3,20 %  | −1,17 %   | 0       | ±0        |
| Listes Destexhe                              | 4.443   | 1,48 %  | +1,48 %   | 0       | ±0        |
| DierAnimal                                   | 3.002   | 1,00 %  | 1,00 %    | 0       | ±0        |
| Collectif Citoyen                            | 2.454   | 0,82 %  | +0,82 %   | 0       | ±0        |
| Nation                                       | 1.650   | 0,55 %  | −0,06 %   | 0       | ±0        |
| Avant-garde d’initiative régionaliste (AGIR) | 1.179   | 0,39 %  | +0,39 %   | 0       | ±0        |

| Wahlkreis Dinant–Philippeville           | 2019    | 2019    | 2014      | 2014    |           |
| ---------------------------------------- | ------- | ------- | --------- | ------- | --------- |
| Wahlberechtigte                          | 135.988 |         | 132.629   |         |           |
| abgegebene Stimmen                       | 119.869 | 88,15 % | 118.692   | 89,49 % |           |
| gültige Stimmen                          | 109.801 | 91,60 % | 109.365   | 92,14 % |           |
| Liste                                    | Stimmen | Anteil  | ± zu 2014 | Sitze   | ± zu 2014 |
| Mouvement Réformateur (MR)               | 28.758  | 26,19 % | −7,65 %   | 2       | ±0        |
| Parti Socialiste (PS)                    | 25.645  | 23,36 % | −2,77 %   | 1       | −1        |
| Centre Démocrate Humaniste (CDH)         | 16.386  | 14,92 % | −1,67 %   | 1       | +1        |
| Parti du Travail de Belgique (PTB)       | 14.083  | 12,83 % | +8,02 %   | 0       | ±0        |
| Ecolo                                    | 13.047  | 11,88 % | +3,55 %   | 0       | ±0        |
| Parti Populaire (PP)                     | 4.002   | 3,64 %  | −0,63 %   | 0       | ±0        |
| Démocrate Fédéraliste Indépendant (DéFI) | 3.929   | 3,58 %  | +1,46 %   | 0       | ±0        |
| Collectif Citoyen                        | 2.454   | 2,23 %  | +2,23 %   | 0       | ±0        |
| Listes Destexhe                          | 1.497   | 1,36 %  | +1,36 %   | 0       | ±0        |

| Wahlkreis Namur                              | 2019    | 2019    | 2014      | 2014    |           |
| -------------------------------------------- | ------- | ------- | --------- | ------- | --------- |
| Wahlberechtigte                              | 235.586 |         | 229.611   |         |           |
| abgegebene Stimmen                           | 205.213 | 87,11 % | 202.285   | 88,10 % |           |
| gültige Stimmen                              | 190.884 | 93,02 % | 188.709   | 93,29 % |           |
| Liste                                        | Stimmen | Anteil  | ± zu 2014 | Sitze   | ± zu 2014 |
| Parti Socialiste (PS)                        | 44.148  | 23,13 % | −5,76 %   | 2       | ±0        |
| Mouvement Réformateur (MR)                   | 37.292  | 19,54 % | −3,95 %   | 1       | −1        |
| Ecolo                                        | 31.992  | 16,76 % | +6,51 %   | 2       | +1        |
| Centre Démocrate Humaniste (CDH)             | 29.910  | 15,67 % | −5,47 %   | 1       | −1        |
| Parti du Travail de Belgique (PTB)           | 22.887  | 11,99 % | +6,96 %   | 1       | +1        |
| Démocrate Fédéraliste Indépendant (DéFI)     | 10.257  | 5,37 %  | +2,69 %   | 0       | ±0        |
| Parti Populaire (PP)                         | 5.621   | 2,94 %  | −1,48 %   | 0       | ±0        |
| DierAnimal                                   | 3.002   | 1,57 %  | +1,57 %   | 0       | ±0        |
| Listes Destexhe                              | 2.946   | 1,54 %  | +1,54 %   | 0       | ±0        |
| Nation                                       | 1.650   | 0,86 %  | −0,10 %   | 0       | ±0        |
| Avant-garde d’initiative régionaliste (AGIR) | 1.179   | 0,62 %  | +0,62 %   | 0       | ±0        |

### Provinz Wallonisch-Brabant
| Provinz Wallonisch-Brabant / Wahlkreis Nivelles | 2019    | 2019    | 2014      | 2014    |           |
| ----------------------------------------------- | ------- | ------- | --------- | ------- | --------- |
| Wahlberechtigte                                 | 286.522 |         | 276.619   |         |           |
| abgegebene Stimmen                              | 254.336 | 88,77 % | 247.196   | 89,36 % |           |
| gültige Stimmen                                 | 239.936 | 94,34 % | 234.789   | 94,98 % |           |
| Liste                                           | Stimmen | Anteil  | ± zu 2014 | Sitze   | ± zu 2014 |
| Mouvement Réformateur (MR)                      | 81.684  | 34,04 % | −7,42 %   | 4       | ±0        |
| Ecolo                                           | 47.410  | 19,76 % | +8,02 %   | 2       | +1        |
| Parti Socialiste (PS)                           | 35.803  | 14,92 % | −4,55 %   | 1       | −1        |
| Centre Démocrate Humaniste (CDH)                | 20.216  | 8,43 %  | −3,63 %   | 1       | ±0        |
| Parti du Travail de Belgique (PTB)              | 18.074  | 7,53 %  | +4,73 %   | 0       | ±0        |
| Démocrate Fédéraliste Indépendant (DéFI)        | 15.196  | 6,33 %  | +1,67 %   | 0       | ±0        |
| Parti Populaire (PP)                            | 6.547   | 2,73 %  | −1,34 %   | 0       | ±0        |
| Listes Destexhe                                 | 6.031   | 2,51 %  | +2,51 %   | 0       | ±0        |
| DierAnimal                                      | 3.675   | 1,53 %  | +1,53 %   | 0       | ±0        |
| Collectif Citoyen                               | 2.818   | 1,17 %  | +1,17 %   | 0       | ±0        |
| Wallonie Insoumise                              | 1.892   | 0,79 %  | +0,79 %   | 0       | ±0        |
| Turquoise                                       | 590     | 0,25 %  | +0,25 %   | 0       | ±0        |